# Trichius gallicus
Trichius gallicus es una especie de coleóptero de la familia Scarabaeidae.

## Distribución geográfica
Habita en el paleártico: Europa y el Magreb.

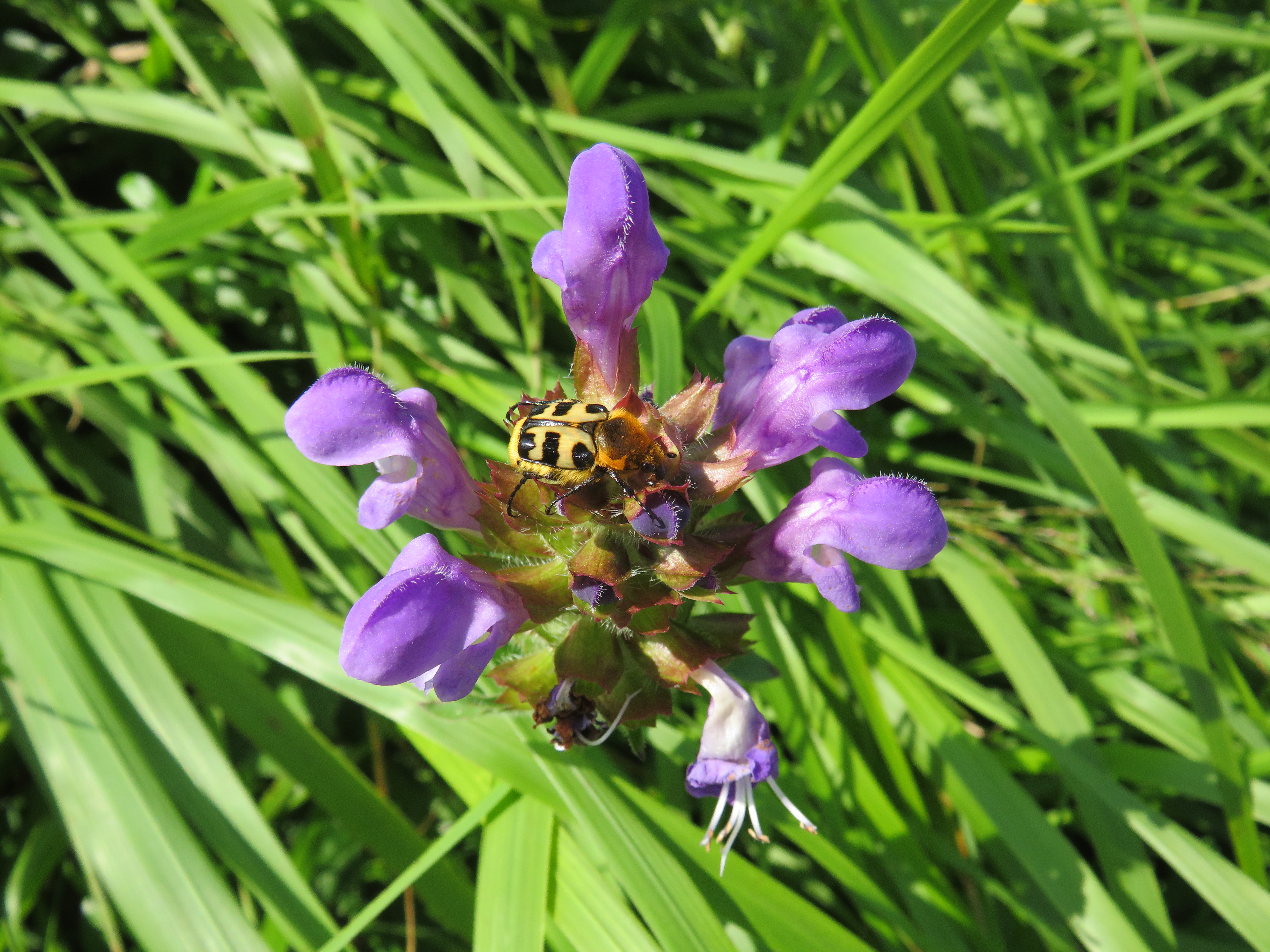
Trichius gallicus sobre una consuelda mayor (Prunella grandiflora), en Burgos.